# 弓削島

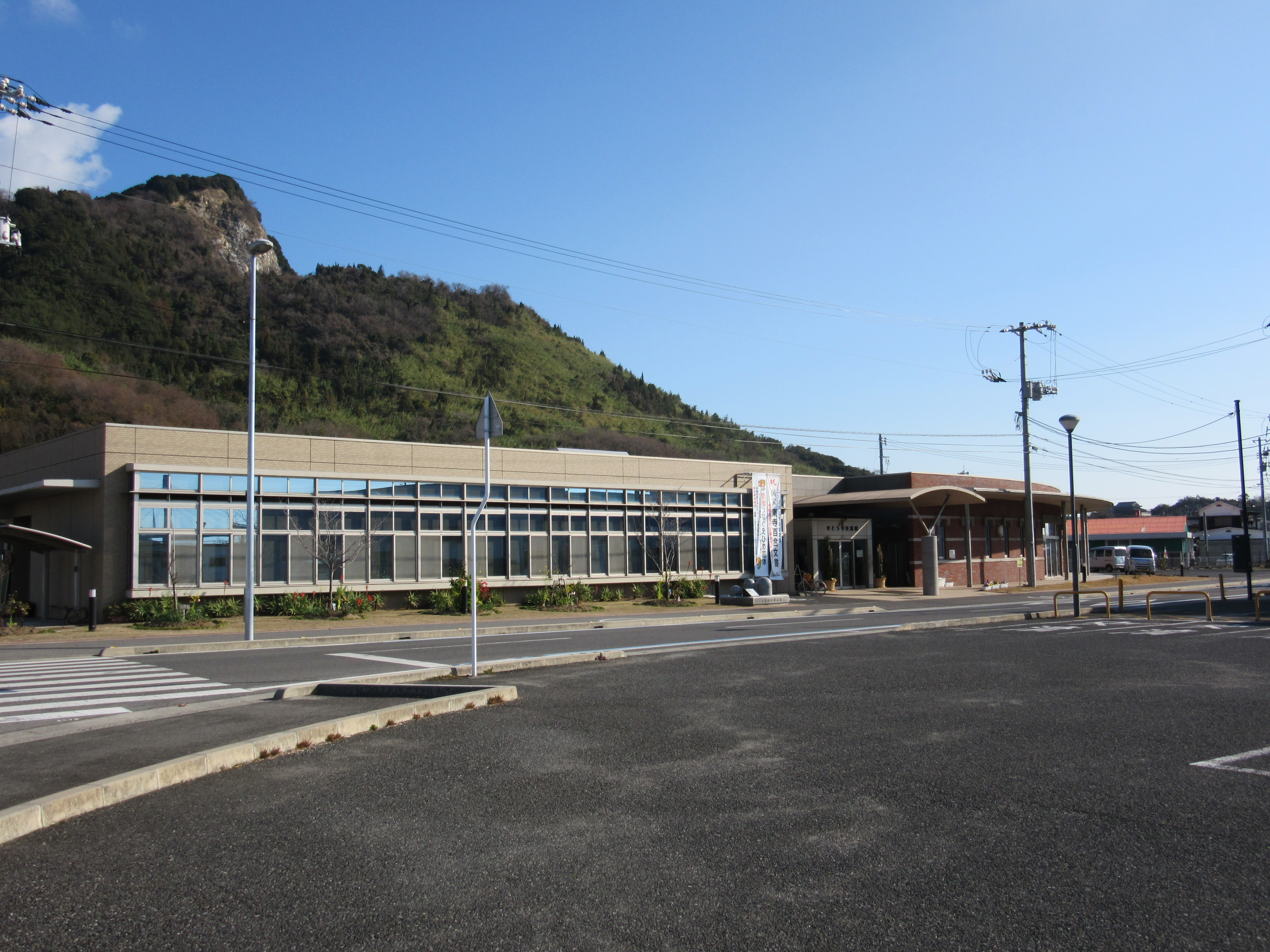
しまなみ交流館

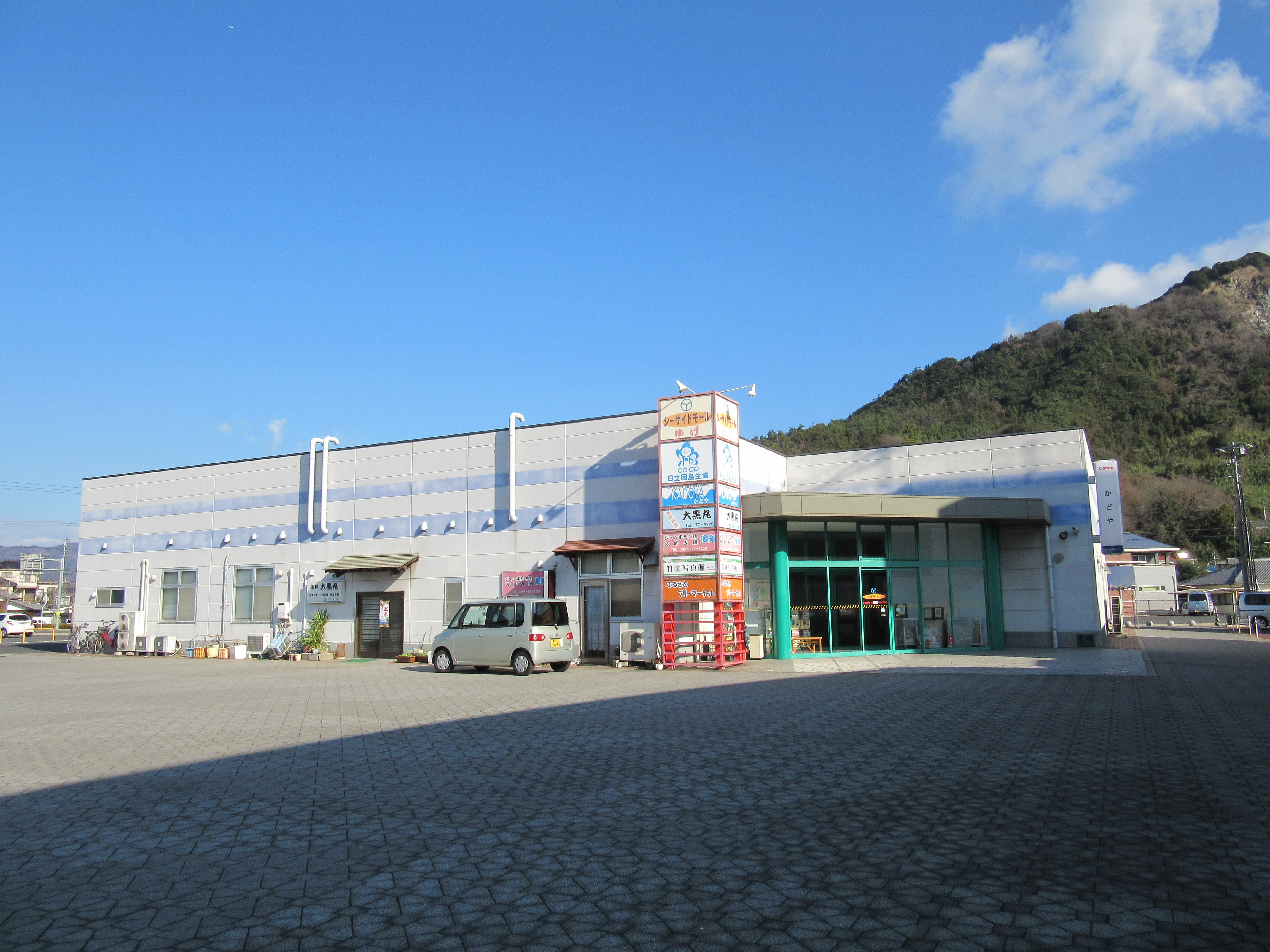
シーサイドモールゆげ

弓削島（ゆげしま）は、愛媛県北東部上島町にある離島である。

## 地理
愛媛県と広島県との県境、芸予諸島の中でも上島諸島と呼ばれる島しょ群に属するが、人口も多くその中心といえる。東と南は燧灘と備後灘に面し、開けている。北に因島、西に生名島や佐島（弓削佐島と呼ばれることもある）に対している。属島として、佐島のほか、東に百貫島、北に京ノ小島があるが、佐島（弓削佐島）を除き無人島である。
島は南北に細長い形状をしており、中央部はひょうたん形にくびれ、くびれた部分に集落があり、公共施設も集中している。島の北側と南側とで地形は異なり、北には比較的高い山が多く、島の最高点はやや北寄りの三山（みつやま、325ｍ）で、その南に古法皇山（279ｍ）、さらにやや南に下り石灰山（せっかいやま、219m）と呼ばれる山がある。石灰山はその形状から島のランドマークともなっており、南東側には石灰石切り出し跡が残っている。対照的に「ひょうたん」の南側は低い山や丘陵地が続き、こちらの最高点は久司山の142ｍである。
大半は花崗岩質であり、平地に乏しい地形であり、植生には恵まれない。東岸には松原海岸と呼ばれる砂浜や法王ヶ原と呼ばれる松原があり、瀬戸内海国立公園域に含まれている。

### 地域名の由来
古い名であり、諸説ある。
- 「弓削」とは弓を削ること、つまり弓を作ることを意味した。日本書紀に「弓部」とあり、「ゆげ」または「ゆみべ」と読ませていた。これに、後に、「弓削部」という字をあてるようになった。当時、職業集団として「弓削部」があり、これは全国各地に分散していた。その一つがこの地であったと考えられている[2]。
- 弓削道鏡の所領であったとするもの。[1]
- 奈良時代の僧で河内国の弓削の出身の弓削玄賓が当地を訪れたとするもの。[1]

の3説がある。

## 社会

### 地域・集落
弓削町が成立した当時は、島内に大字は2（上弓削、下弓削）であった。昭和40年代末頃から分化し、以下の14地区からなる。
上弓削、下弓削、引野、明神、日比、土生、太田、鎌田、久司浦、沢津、狩尾、大谷、藤谷
合併して上島町になってからは、地名表記として「弓削」を付す。（例）越智郡弓削町太田　→　越智郡上島町弓削太田
うち、ひょうたん形にくびれた位置の下弓削と上弓削が大きな集落で、下弓削には島々を結ぶフェリー発着港、役場、小中学校、高校、商船高専などがある。上弓削には因島の家老渡とのフェリー発着港がある。

### 行政
1889年（明治22年）12月15日から1952年（昭和27年）までは弓削村に属した。2004年（平成16年）10月1日に上島諸島の4か町村で合併し、現在は越智郡上島町に属する。
本島に上島町役場と町議会があり、町政の中心地である。弓削町の頃から運営している町営のCATVがある。
地域指定
　離島振興法（昭和28年法律第七十二号）上の指定島しょ。上島諸島のうち同法適用対象とされている5島（弓削島・佐島・生名島・岩城島・赤穂根島）の一つ。

### 人口
2599人（2020年（令和2年）国勢調査）

## 歴史
古墳時代
- 久司山古墳

中世
- 平安時代末期頃に荘園としての形が成立されたとされる。弓削島の北部にある高濱[注釈 2]八幡神社は1073年（延久5年）に勧請と、950年以上の歴史を有する。[注釈 3]のちの保延元年（1135年）の文書に「弓削島荘」の名が登場する[4]。この当時、鳥羽院の荘園であったが、時期不明ながら後白河法皇の荘園となったとみられる。
- 鎌倉時代になり長講堂に寄進され長講堂領となった。後に東寺（京都）に寄進され、同寺の荘園として塩を献上していた。以後、室町時代まで続いた。

弓削島荘は「塩の荘園」として歴史的にも知られている。1981年（昭和56年）7月、学習院大学文学部に在学中の浩宮徳仁親王（皇太子、のち第126代天皇）が、「中世の荘園制度」をテーマに、来町（島）、弓削神社・顆成寺・高浜八幡神社・大森神社・革泉寺・伝十・狩尾を見学し、研究を深めた。
こうした製塩文化を発掘継承していこうと、島内の住民で2007年に「弓削塩文化を伝える会」が発足している。
近世以降

## 経済・産業
歴史が示すように、古代、荘園の頃から製塩が発達していた。
藩政期には今治藩の海駅として上弓削に本陣が構えられていた。芸予諸島には風待ち・潮待ちの港が点在し、その一つであったが、それらに比して規模的には格別大きいものではなかった。しかしながら、こうした素地から島民には船方としての技能が蓄えられていた。
陸地部に大きな産業の乏しいところから、島民のなかには生活の糧を求め出稼ぎに出る者も多かった。明治40年代はじめには900名を超え、島民の5人に一人は出稼ぎといった状況であった。なかには大陸や朝鮮半島へ渡る者もあった。
とりわけ船員が多いのは当地が瀬戸内海航路上に位置することから海に活路を求めたためで、海員学校が1901年（明治34年）に三津浜と誘致競争に勝ち設立され、多くの船員を輩出した。日清戦争以降急速に船員となる者が増え、明治40年代には船員は700名を超えた。阪神や門司方面で活躍する者が多かったという。。
今日の主要産業は、農業、漁業である。
農業 　柑橘類
漁業 　小型定置網漁、海苔養殖などを営み、魚種として マダイ、コウイカ、ウマヅラハギ、タチウオなどが挙げられる。

## 交通
弓削島を含む上島地域の交通の結節点は因島（広島県）で、定期船は主に因島の港へ寄港する。

### 航路
- 上島町営フェリー（ニューうおしま）

土生港中央桟橋（因島）- 弓削港 - 豊島 - 高井神島 - 魚島
航路運賃・時刻表 、小荷物・貨物の取り扱いあり、豊島通過便がある
- 家老渡フェリー汽船

上弓削港 - 家老渡（因島） 航路運賃・時刻表
- 芸予汽船（快速船）

今治港 - 友浦港（大島） - 木浦港（伯方島） - 岩城港（岩城島） - 佐島 - 弓削港 - 生名港（生名島） - 土生港中央桟橋（因島）  航路運賃・時刻表
上記の他、弓削汽船が弓削港 - 土生港長崎桟橋（因島）航路を1日19往復運航していたが、上島架橋の影響もあり2015年9月末で廃止となった。

### バス
- 上島町有バス

## 名所・名産
- 名所
  - 松原海水浴場 - 環境省「快水浴場百選」認定（2006年5月）。瀬戸内海国立公園区域に含まれ、法王ヶ原（赤松の林）、キャンプ場などがある。
  - 弓削大橋
  - 久司山古墳群・展望台
  - ゆげトピア
  - 大谷桜園
  - 潮湯（しおのゆ）
- 名産
  - 弓削塩
  - 弓削海苔
  - 八朔（はっさく）
- 祭り・イベント
  - おさかな朝市 ゴールデンウィークに開催、弓削漁協主催
  - かみじまふるさと夜市 8月第1土曜日開催、ステージイベントや打上花火が行われる 上島町商工会主催

## 関係する人物
- デイヴ・シンクレア（住人、元キャラヴァン他）
- 浜根岸太郎 ‐ 出身者。尾道造船創業者[注釈 4]